# Inferno (операционная система)
Inferno — операционная система, разрабатываемая американской компанией Vita Nuova. 
На дизайн и архитектуру Inferno оказали влияние операционные системы Plan 9 и Oberon.

## Описание Inferno
Это портируемая операционная система, созданная для построения распределённых и сетевых систем на широком диапазоне устройств и платформ. Эта система обладает межплатформенной переносимостью и может выполняться как пользовательское приложение или как независимая операционная система. Поддерживается для большинства широко распространенных операционных систем и платформ. Каждая система Inferno предоставляет пользователю идентичную среду разработки независимо от основной операционной системы или архитектуры, разрешая работать в гомогенной среде с множеством различных платформ.
Inferno — это не только операционная система; она также является полноценной средой разработки, обеспечивая все средства, необходимые для создания, отладки и тестирования приложений. Приложения, создаваемые в среде Inferno, пишутся на языке Limbo, который является модульным параллельным языком программирования с C-подобным синтаксисом. Код на Limbo компилируется в архитектурно-независимый байтовый код, который затем может быть выполнен в режиме интерпретации (или код компилируется оперативно) для целевого процессора. Таким образом, Inferno-приложения выполняются идентично на всех Inferno-платформах.
Inferno предлагает полную прозрачность ресурсов и данных, применяя некую систему именного пространства. Ресурсы представляются как файлы, применяется один стандартный коммуникационный протокол. Благодаря этому такие ресурсы, как хранилища данных, сервисы и внешние устройства, могут разделяться между различными Inferno-системами. Интерфейс ресурса можно импортировать в локальную систему, и им могут пользоваться приложения, которые не знают, является ли данный ресурс локальным или удаленным.
Безопасность высокого уровня также является частью Inferno-системы. Благодаря тому, что для всей сети используется один стандартный коммуникационный протокол, безопасность обеспечивается на системном уровне. Inferno предлагает также поддержку аутентификации, основанной на шифровании.

## Название
Названия протокола «Styx», «Inferno», «Limbo» и т. п., а также название компании-разработчика — «Vita Nuova» выбраны под влиянием Божественной комедии Данте, которую читал Роб Пайк во время работы над оригинальным проектом Inferno в Bell Labs.